# Эйхвальд, Эдуард Эдуардович
Эдуард Эдуардович Эйхвальд (31 марта (12 апреля) 1837 — 2 (14) ноября 1889) — терапевт, доктор медицины, профессор Императорской медико-хирургической академии. Тайный советник.

## Биография
Родился в Санкт-Петербурге в семье Э. И Эйхвальда, как указано на надгробии — 31 марта 1837 года[по какому календарю?]; Петербургский некрополь указывает дату рождения — 31 марта (12 апреля) 1839 года, а «Энциклопедический словарь Брокгауза и Ефрона» — 1838 год.
Окончил в Санкт-Петербурге Анненскую немецкую школу и поступил в Императорскую медико-хирургическую академию, где проявил большие способности и на выпускном экзамене в 1859 году был удостоен золотой медали. Был оставлен при академии и с целью дальнейшего усовершенствования в избранной им области — терапии работал сначала при клинике профессора В. Г. Бессера, а позже при клинике профессора Н. Ф. Здекауера, одновременно занимаясь со студентами и руководя ими в клинических занятиях.
В 1863 году защитил диссертацию на тему «О коллоидном перерождении яичников» и был удостоен степени доктора медицины. За казённый счёт отправился за границу и занимался в Вене и у профессора Бамбергера в Вюрцбурге; вернулся в 1865 году и был избран в медико-хирургической академии адъюнкт-профессором по клинической медицине у профессора В. Е. Экка, клиникой которого Эйхвальд в 1873 году стал заведовать самостоятельно. В том же году, 28 марта был произведён в действительные статские советники.
В 1875 году Эйхвальд стал ординарным профессором, был назначен заведующим двух клиник, пропедевтической и госпитальной, и оставался заведующим этих двух клиник вплоть до 1883 года. Состоял консультантом Максимилиановской лечебницы. В 1883 году перешёл работать на службу по ведомству учреждений императрицы Марии.

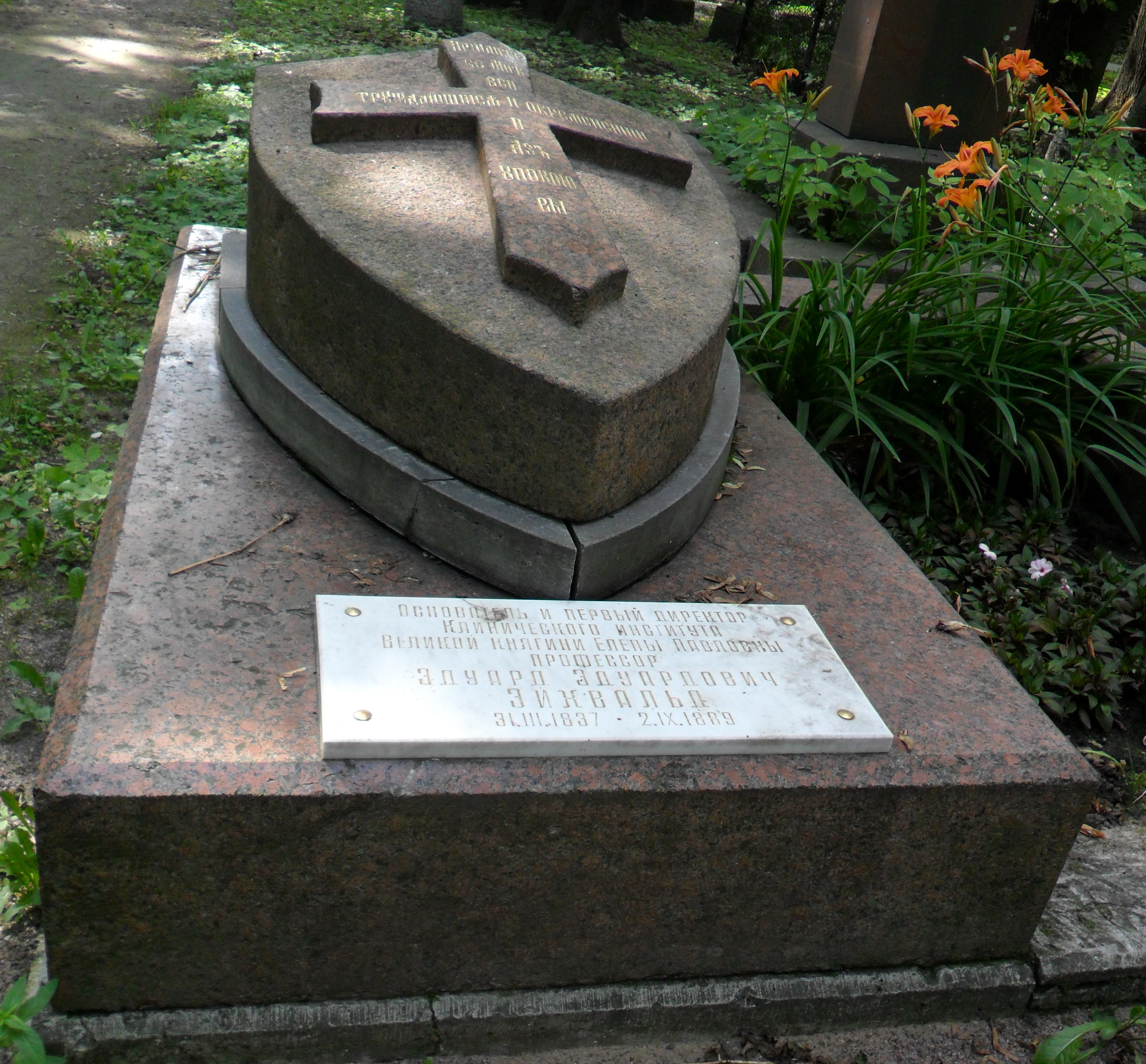
Могила Э. Э. Эйхвальда на кладбище Новодевичьего монастыря в Санкт-Петербурге

Эйхвальд решил использовать материал в Максимилиановской лечебнице для целей преподавания, эту идею одобрила великая княгиня Елена Павловна, лейб-медиком которой с 1866 года был Эйхвальд. В 1871 году она выделила участок плаца Преображенского полка и пожертвовала 75 тысяч рублей на строительство Клинического института Великой Княгини Елены Павловны, который был построен и открыт в 1885 году. Эйхвальд занял в нём пост директора и вложил все свои силы в развитие института.
В августе 1886 года был пожалован чином тайного советника. Входил в состав Совета министра народного просвещения, являлся совещательным членом Медицинского совета Министерства внутренних дел и непременным членом Военно-медицинского учёного комитета Военного министерства.
Умер 2 (14) ноября 1889 года (по сведениям Русского биографического словаря — 21 ноября). Похоронен на Новодевичьем кладбище.

## Награды
- Орден Святой Анны 2-й степени (1867; императорская корона к ордену в 1871[10]).
- Орден Святого Владимира 3-й степени (1876).
- Орден Святого Станислава 1-й степени (1879).
- Орден Святой Анны 1-й степени (1883)[7].

## Избранные труды
- «Ueber das Wesen der Stenocardie und ihr Verhaltniss zur Subparalyse des Herzens» («Wurzburger Medic. Zeitschrift», 1863, и отд. — Wurzburg, 1863)
- «Die Coloidentartung der Eierstocke» (ib., 1864)
- «Ueber das Mucin» («Annalen der Chemie» Либиха, 1864) * «Die eiweissartigen Stoffe der Blutflussigkeit und des Herzbeutelwassers»
- «Общая терапия», два изд. (СПб., 1872 и 1875 г.), после смерти Эйхвальда, было доработано и издано ещё три издания, Г. А. Шапировым
- «Beitrage zur Chemie der gewebbildenden Substanzen» (Berlin, 1873)
- «К вопросу об уменьшении смертности в России»
- «Памяти М. И. Горвица»; «Врач», 1883, № 15.